# Turac de Livingstone
El turac de Livingstone (Tauraco livingstonii) és una espècie d'ocell de la família dels musofàgids (Musophagidae) que habita, per una banda, els boscos de Burundi i zona limítrofa de Tanzània, i més cap al sud, des del sud de Tanzània fins a l'extrem nord-est de Sud-àfrica.